# Entephria
Entephria är ett släkte av fjärilar som beskrevs av Jacob Hübner 1825. Entephria ingår i familjen mätare, Geometridae.

## Dottertaxa tillEntephria, i alfabetisk ordning[1][2]
- Entephria abruzzensis
- Entephria acyana
- Entephria albipunctata
- Entephria albobrunnea
- Entephria aleutiata
- Entephria altivoltans
- Entephria amplicosta
- Entephria annosata
- Entephria annosatoides
- Entephria ascripta
- Entephria atrata
- Entephria atrofasciata
- Entephria atroflava
- Entephria aurata
- Entephria aurigutta
- Entephria bastelbergeri
- Entephria borearia
- Entephria bradorata
- Entephria brulleri
- Entephria bubaceki
- Entephria byssata
- Grå blåbärsfältmätare Entephria caeciata
- Entephria caeruleata
- Entephria caesiata
- Entephria calcarata
- Entephria catochra
- Entephria cibiniaca
- Entephria cibiniata
- Entephria cineraria
- Entephria clarior
- Entephria clementia
- Entephria constricta
- Entephria contestata
- Entephria contrastata
- Entephria corsaria
- Entephria cyanata
- Entephria deaurata
- Entephria deflavata
- Entephria desperata
- Entephria divisa
- Entephria effusa
- Entephria epixantha
- Entephria flavata
- Entephria flavicincta
- Gulpudrad fältmätare Entephria flavicinctata
- Entephria flavocingulata
- Entephria flavomixta
- Entephria flavomixtata
- Entephria flavopriva
- Entephria flavoprivata
- Entephria flexulata
- Entephria fumidotata
- Entephria gabalorum
- Entephria gelata
- Entephria glaciata
- Entephria gottrensis
- Entephria grisearia
- Entephria griseicinctata
- Entephria grossi
- Entephria hahnearia
- Entephria hauderi
- Entephria hilariata
- Entephria ignorata
- Entephria impallescens
- Entephria incontestata
- Entephria infidaria
- Entephria infrequentata
- Entephria insignata
- Entephria intermediaria
- Entephria inventaraia
- Entephria italicata
- Entephria kidluitata
- Entephria klemensiewiczii
- Entephria lacteofasciata
- Entephria lagganata
- Entephria leucocyanata
- Entephria luteola
- Entephria mallászi
- Entephria mediodivisa
- Entephria multicavata
- Entephria multivagata
- Entephria muscosaria
- Entephria nebulosa
- Entephria nethlandicaria
- Entephria nigrescens
- Entephria nigricans
- Entephria nigristiaria
- Entephria nigrofasciata
- Blågrå fältmätare Entephria nobiliaria
- Entephria norvegica
- Entephria obscuriata
- Entephria occata
- Entephria olivaria
- Entephria orientata
- Entephria paradoxa
- Entephria persicata
- Entephria petronensis
- Högnordisk fältmätare Entephria polata
- Entephria poliotaria
- Entephria primordiata
- Entephria prospicuata
- Entephria pseudocyanata
- Entephria punctatissima
- Sidenglänsande fältmätare Entephria punctipes
- Entephria ravaria
- Entephria relegata
- Entephria rubigicinctata
- Entephria ruficinctaria
- Entephria ruficinctata
- Entephria samnitaria
- Entephria septentrionalis
- Entephria subbyssata
- Entephria subcaeruleata
- Entephria subravaria
- Entephria takuata
- Entephria tibetaria
- Entephria tundraeata
- Entephria tzygankovi
- Entephria ursata
- Entephria variocingulata
- Entephria veletaria

## Bildgalleri

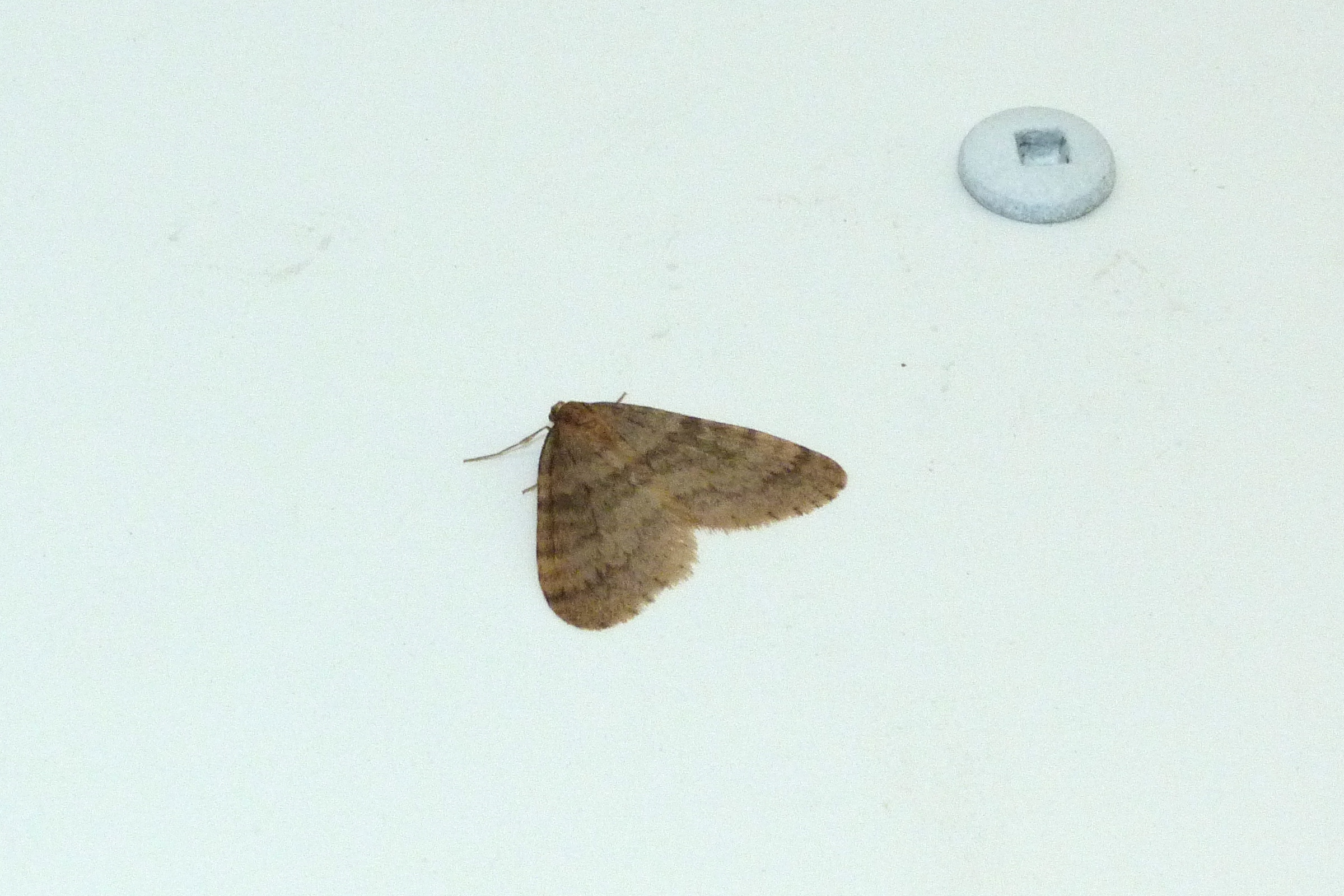
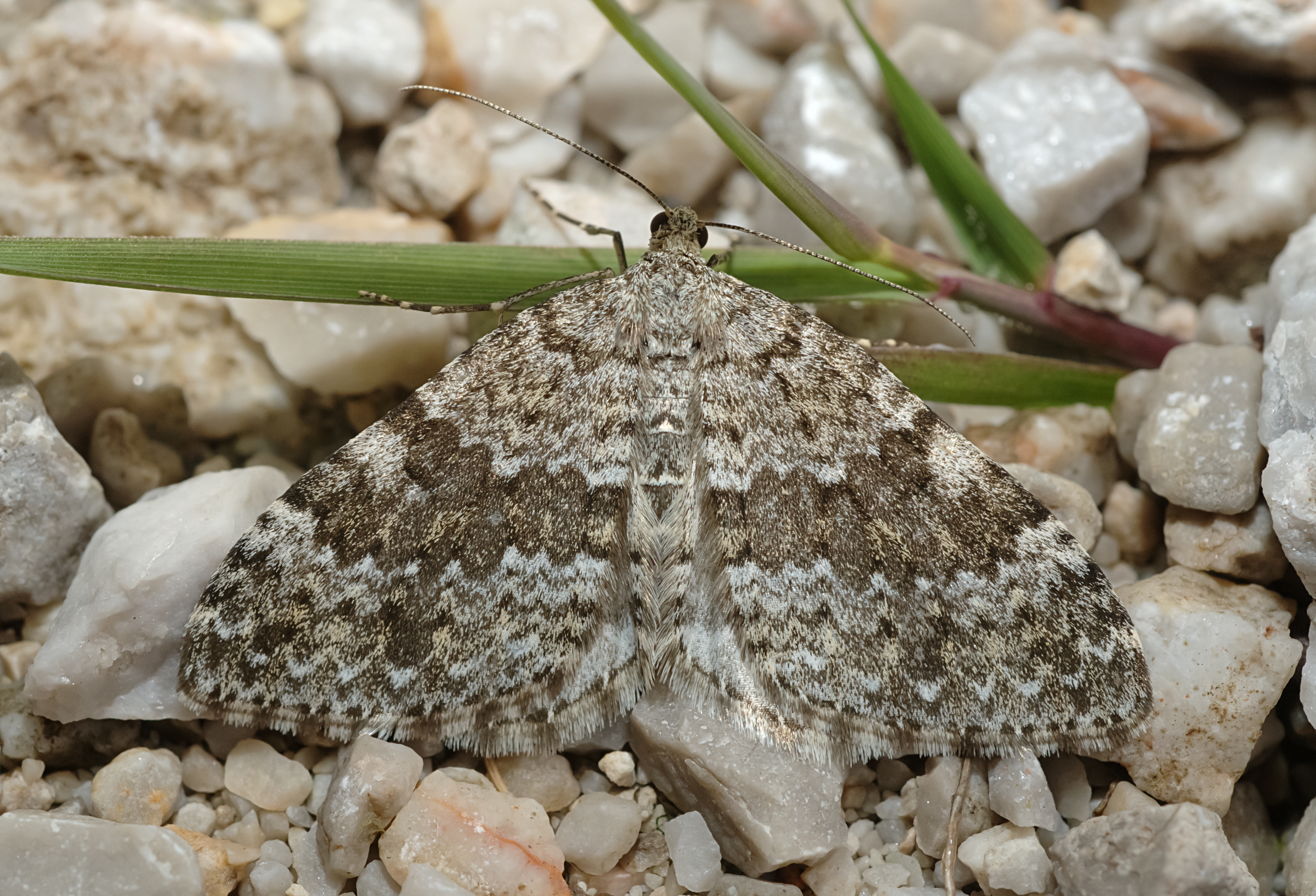
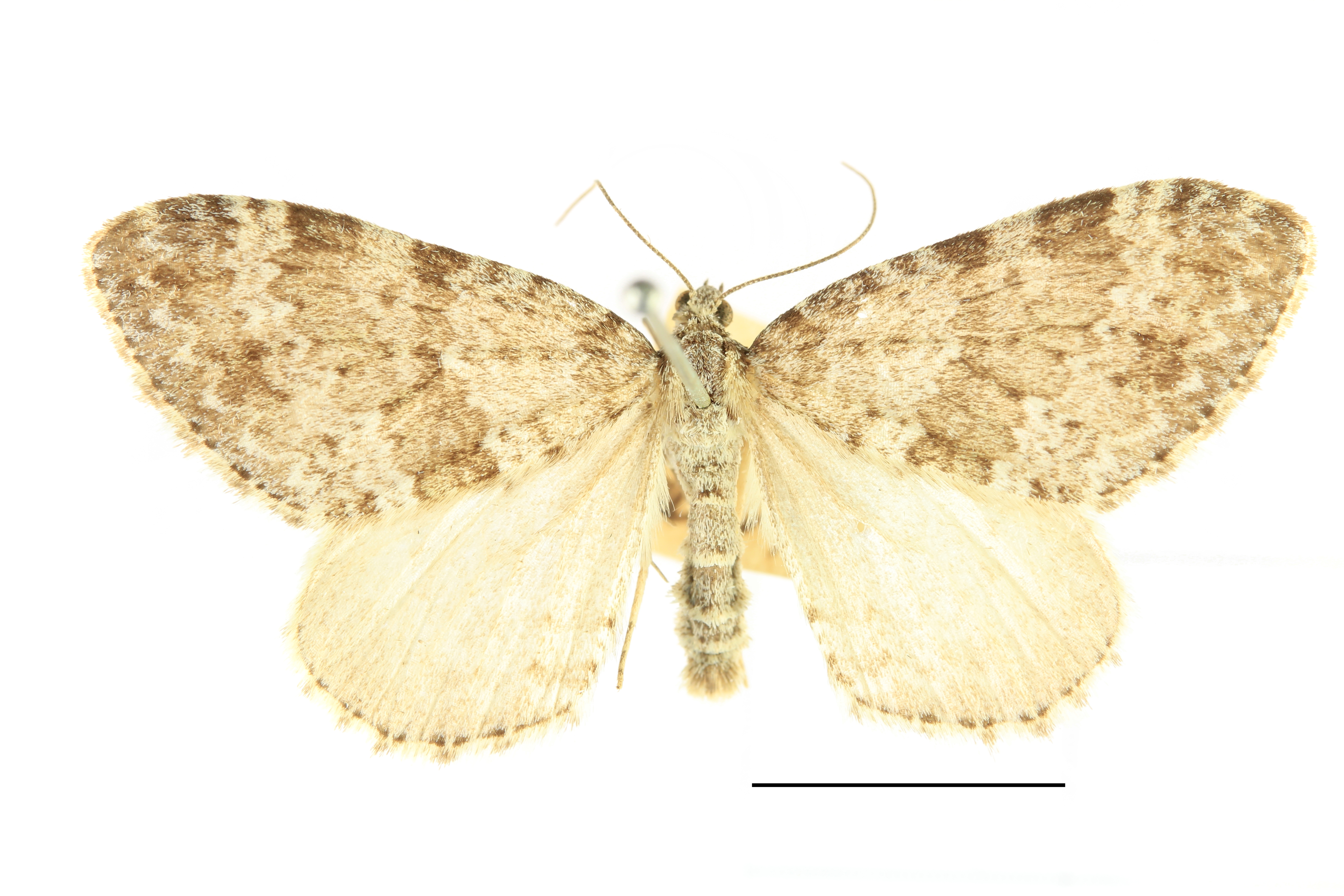
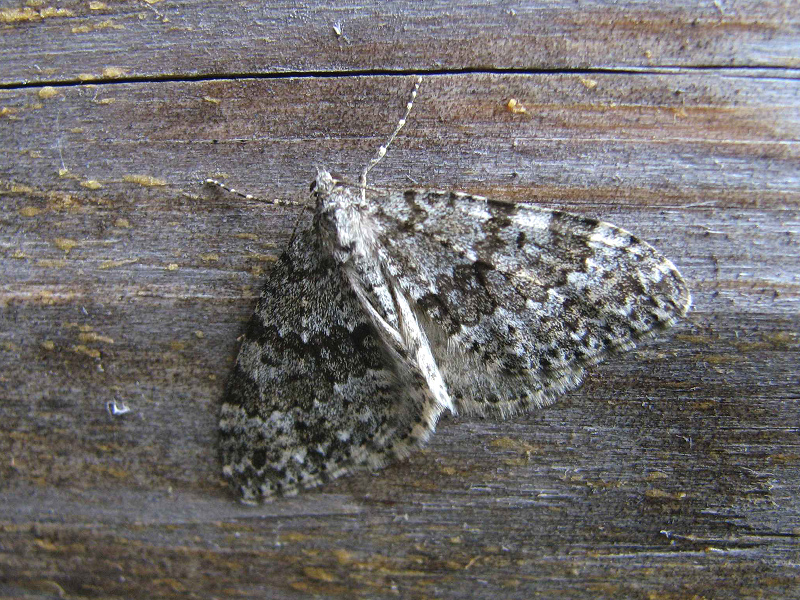
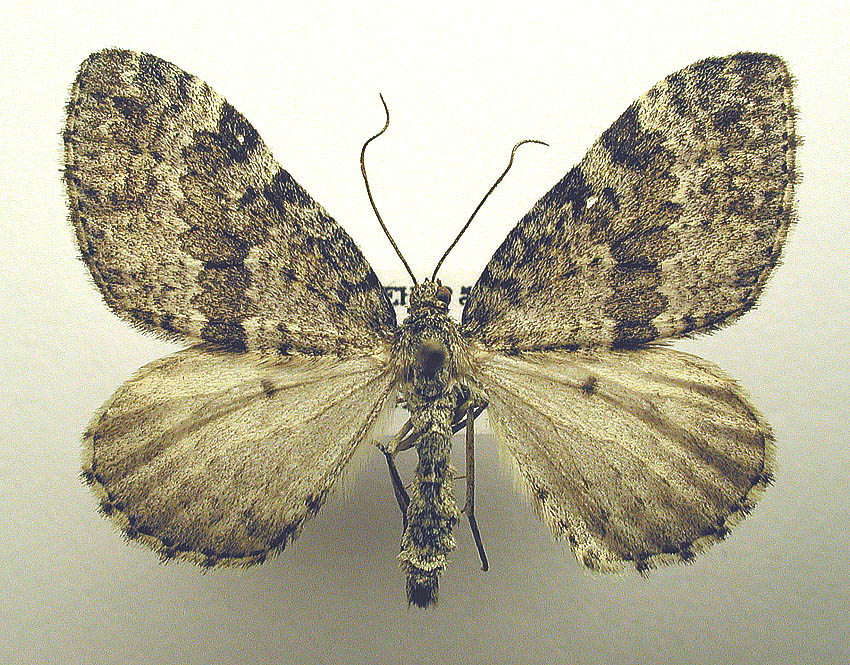
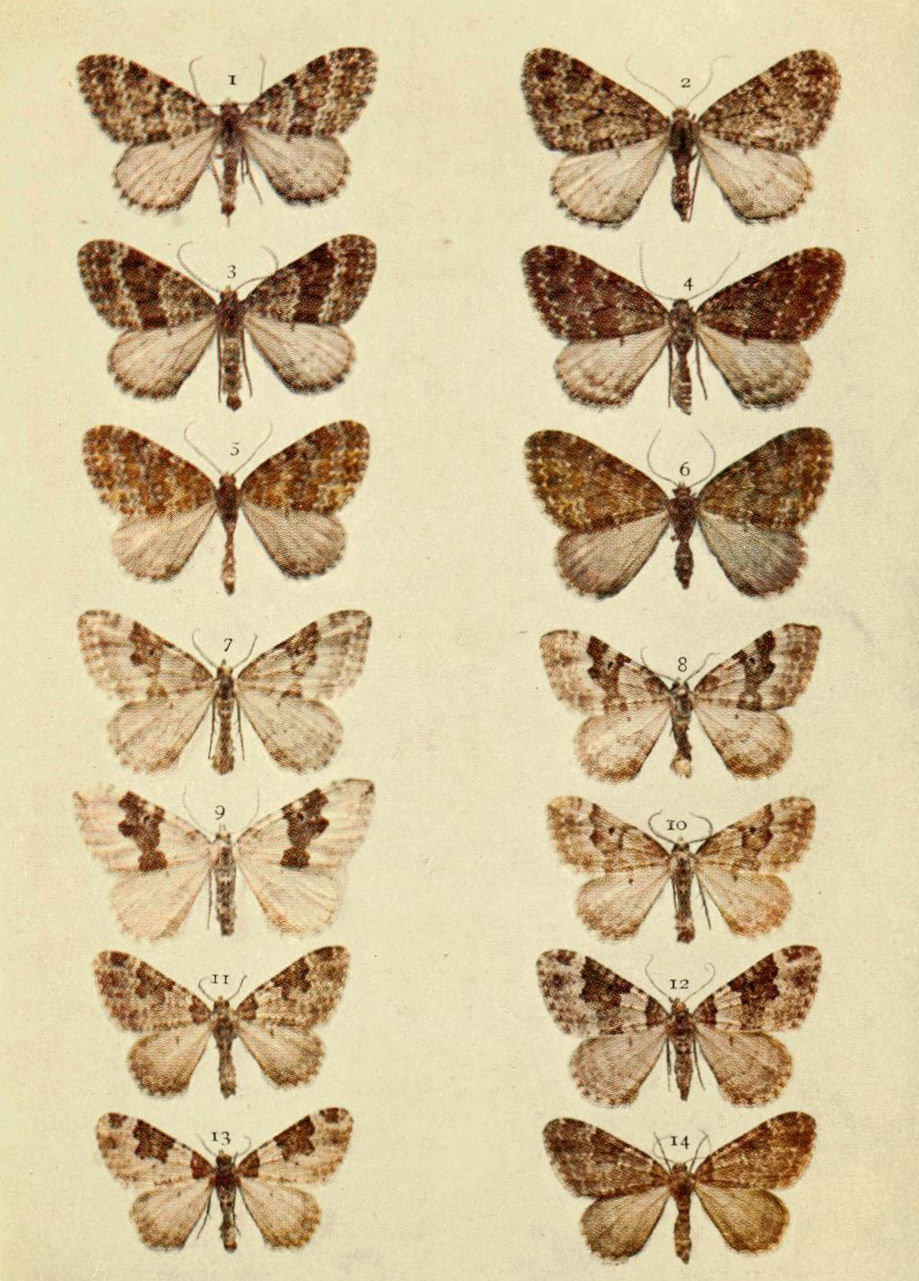